# Tornei di tennis femminili indipendenti nel 1982
Nel 1982 la maggior parte dei tornei di tennis femminili facevano parte del WTA Tour 1982 ma alcuni non erano inseriti in nessuno circuito.

## Calendario

### Gennaio
| Settimana  | Torneo                                                                    | Vincitore           | Finalista        | Semifinalisti | Eliminati ai quarti |
| ---------- | ------------------------------------------------------------------------- | ------------------- | ---------------- | ------------- | ------------------- |
| 31 gennaio | New Zealand Championships 1982 Auckland, Nuova Zelanda Singolare - Doppio | Susan Hagey 6-4 6-2 | Belinda Cordwell |               |                     |
| 31 gennaio | New Zealand Championships 1982 Auckland, Nuova Zelanda Singolare - Doppio |                     |                  |               |                     |

### Febbraio
| Settimana | Torneo                                                                              | Vincitore              | Finalista    | Semifinalisti | Eliminati ai quarti |
| --------- | ----------------------------------------------------------------------------------- | ---------------------- | ------------ | ------------- | ------------------- |
| febbraio  | New South Wales Hard Court Championships 1982 Grafton, Australia Singolare - Doppio | Sharon Hodgkin 6-4 7-5 | Amanda Tobin |               |                     |
| febbraio  | New South Wales Hard Court Championships 1982 Grafton, Australia Singolare - Doppio |                        |              |               |                     |

### Marzo
| Settimana | Torneo                                                     | Vincitore            | Finalista | Semifinalisti | Eliminati ai quarti |
| --------- | ---------------------------------------------------------- | -------------------- | --------- | ------------- | ------------------- |
|           | Torneo di Wynnum 1982 Wynnum, Australia Singolare - Doppio | Janet Fallis 6-3 6-2 | S. Luke   |               |                     |
|           | Torneo di Wynnum 1982 Wynnum, Australia Singolare - Doppio |                      |           |               |                     |

### Aprile
| Settimana | Torneo                                                                                               | Vincitore                            | Finalista                           | Semifinalisti | Eliminati ai quarti |
| --------- | --- | ------------------------------------ | ----------------------------------- | ------------- | ------------------- |
| 4 aprile  | Nice Lawn Tennis Club Championships 1982 Nizza, Francia Singolare - Doppio                           | Brigitte Simon 6-1 4-6 6-0           | Reva                                |               |                     |
| 4 aprile  | Nice Lawn Tennis Club Championships 1982 Nizza, Francia Singolare - Doppio                           |                                      |                                     |               |                     |
| 4 aprile  | Palm Beach Cup 1982 (PBG 4 Woman Citizen Cup) Palm Beach Gardens, USA Terra rossa Singolare - Doppio | Chris Evert 6-1 7-5                  | Andrea Jaeger                       |               |                     |
| 4 aprile  | Palm Beach Cup 1982 (PBG 4 Woman Citizen Cup) Palm Beach Gardens, USA Terra rossa Singolare - Doppio | Rosie Casals Wendy Turnbull 6–1, 7–6 | Evonne Goolagong Cawley Betty Stöve |               |                     |
| 12 aprile | Darling Downs Championships 1982 Toowoomba, Australia Singolare - Doppio                             | Jackie Pinto 6-1 6-4                 | E. Sinkins                          |               |                     |
| 12 aprile | Darling Downs Championships 1982 Toowoomba, Australia Singolare - Doppio                             |                                      |                                     |               |                     |
| 17 aprile | Norwich Tournament 1982 Norwich, Gran Bretagna Singolare - Doppio                                    | Elizabeth Jones 6-2 6-3              | Annabel Croft                       |               |                     |
| 17 aprile | Norwich Tournament 1982 Norwich, Gran Bretagna Singolare - Doppio                                    |                                      |                                     |               |                     |

### Maggio
| Settimana | Torneo                                                                               | Vincitore                  | Finalista     | Semifinalisti | Eliminati ai quarti |
| --------- | ------------------------------------------------------------------------------------ | -------------------------- | ------------- | ------------- | ------------------- |
| 2 maggio  | Cumberland Hard Court Championships 1982 Hampstead, Gran Bretagna Singolare - Doppio | Kate Brasher 6-1 6-1       | Masako Yanagi |               |                     |
| 2 maggio  | Cumberland Hard Court Championships 1982 Hampstead, Gran Bretagna Singolare - Doppio |                            |               |               |                     |
| 3 maggio  | Maroochy Championships 1982 Nambour, Australia Singolare - Doppio                    | Helen Davis 6-4 6-4        | Joanne Butler |               |                     |
| 3 maggio  | Maroochy Championships 1982 Nambour, Australia Singolare - Doppio                    |                            |               |               |                     |
| 15 maggio | Torneo di Lee-on-Solent 1982 Lee-on-Solent, Gran Bretagna Singolare - Doppio         | Shelly Walpole 6-7 6-3 7-5 | Annabel Croft |               |                     |
| 15 maggio | Torneo di Lee-on-Solent 1982 Lee-on-Solent, Gran Bretagna Singolare - Doppio         |                            |               |               |                     |
| 16 maggio | Japan Gunze Open 1982 Tokyo, Giappone Singolare - Doppio                             | Tracy Austin 6-3 6-1       | Kathy Jordan  |               |                     |
| 16 maggio | Japan Gunze Open 1982 Tokyo, Giappone Singolare - Doppio                             |                            |               |               |                     |
| 16 maggio | South Queensland Championships 1982 Ipswich, Australia Singolare - Doppio            | Helen Davis 6-1 6-3        | K. Hillman    |               |                     |
| 16 maggio | South Queensland Championships 1982 Ipswich, Australia Singolare - Doppio            |                            |               |               |                     |

### Giugno
| Settimana | Torneo                                                                        | Vincitore                      | Finalista                        | Semifinalisti | Eliminati ai quarti |
| --------- | ----------------------------------------------------------------------------- | ------------------------------ | -------------------------------- | ------------- | ------------------- |
| 5 giugno  | Kent Championships 1982 Beckenham, Gran Bretagna Erba Singolare - Doppio      | Pam Shriver 6-3 6-2            | Elizabeth Smylie Sayers          |               |                     |
| 5 giugno  | Kent Championships 1982 Beckenham, Gran Bretagna Erba Singolare - Doppio      | Sue Barker Pam Shriver 6-2 6-4 | Billie Jean King Ilana Kloss     |               |                     |
| 5 giugno  | Northern Championships 1982 Manchester, Gran Bretagna Erba Singolare - Doppio | Anne Hobbs 6-2 6-0             | Kate Latham                      |               |                     |
| 5 giugno  | Northern Championships 1982 Manchester, Gran Bretagna Erba Singolare - Doppio | Anne Hobbs Susan Leo 6-3 7-5   | Christine Newton Brenda Remilton |               |                     |

### Luglio
| Settimana | Torneo                                                                  | Vincitore                           | Finalista                            | Semifinalisti | Eliminati ai quarti |
| --------- | ----------------------------------------------------------------------- | ----------------------------------- | ------------------------------------ | ------------- | ------------------- |
| luglio    | Irish Open 1982 Dublino, Irlanda Singolare - Doppio                     | Diane Desfor 6-1 3-6 6-2            | Lea Antonoplis                       |               |                     |
| luglio    | Irish Open 1982 Dublino, Irlanda Singolare - Doppio                     | Elise Baddenhorst Liz Gordon        | Diane Desfor Lea Antonoplis          |               |                     |
| luglio    | Swedish Open 1982 Båstad, Svezia Singolare - Doppio                     | Lena Sandin 6-7 7-5 6-3             | Manuela Maleeva Fragniere            |               |                     |
| luglio    | Swedish Open 1982 Båstad, Svezia Singolare - Doppio                     |                                     |                                      |               |                     |
| 10 luglio | Scottish Championships 1982 Edimburgo, Gran Bretagna Singolare - Doppio | Cathy Drury 6-2 6-2                 | Denise Parnell                       |               |                     |
| 10 luglio | Scottish Championships 1982 Edimburgo, Gran Bretagna Singolare - Doppio |                                     |                                      |               |                     |
| 11 luglio | Swiss International 1982 Gstaad, Svizzera Singolare - Doppio            |                                     | Claudia Kohde Kilsch Virginia Ruzici |               |                     |
| 11 luglio | Swiss International 1982 Gstaad, Svizzera Singolare - Doppio            |                                     |                                      |               |                     |
| 12 luglio | Sydney Seiko Indoor 1982 Sydney, Australia Singolare - Doppio           | Hana Mandlíková 7-5 6-3             | Pam Shriver                          |               |                     |
| 12 luglio | Sydney Seiko Indoor 1982 Sydney, Australia Singolare - Doppio           | Zina Garrison Kathy Rinaldi 6-4 6-2 | Hana Mandlíková Betty Stöve          |               |                     |

### Agosto
| Settimana | Torneo                                                       | Vincitore                   | Finalista           | Semifinalisti | Eliminati ai quarti |
| --------- | ------------------------------------------------------------ | --------------------------- | ------------------- | ------------- | ------------------- |
| 1º agosto | Mutual Benefit Life Open 1982 Orange, USA Singolare - Doppio | Virginia Ruzici 5-7 6-2 6-2 | Leigh-Anne Thompson |               |                     |
| 1º agosto | Mutual Benefit Life Open 1982 Orange, USA Singolare - Doppio |                             |                     |               |                     |
| 1º agosto | Australian Indoors 1982 Sydney, Australia Singolare          | Chris Evert 6-3 6-0         | Bettina Bunge       |               |                     |
| 3 agosto  | Perth Australian Challenge 1982 Perth, Australia Singolare   | Chris Evert 6-1 3-6 6-0     | Andrea Jaeger       |               |                     |

### Settembre
| Settimana   | Torneo                                                                                 | Vincitore           | Finalista    | Semifinalisti | Eliminati ai quarti |
| ----------- | -------------------------------------------------------------------------------------- | ------------------- | ------------ | ------------- | ------------------- |
| 5 settembre | Sydney Metropolitan Hard Court Championships 1982 Sydney, Australia Singolare - Doppio | Karen Smith 6-2 7-5 | Vicki Marler |               |                     |
| 5 settembre | Sydney Metropolitan Hard Court Championships 1982 Sydney, Australia Singolare - Doppio |                     |              |               |                     |

### Ottobre
| Settimana   | Torneo                                                                        | Vincitore           | Finalista             | Semifinalisti | Eliminati ai quarti |
| ----------- | ----------------------------------------------------------------------------- | ------------------- | --------------------- | ------------- | ------------------- |
| 5 settembre | Australian Hard Court Championships 1982 Sydney, Australia Singolare - Doppio | Anne Minter 6-4 6-2 | Amanda Tobin Dingwall |               |                     |
| 5 settembre | Australian Hard Court Championships 1982 Sydney, Australia Singolare - Doppio |                     |                       |               |                     |

### Novembre
| Settimana   | Torneo                                                                                | Vincitore                    | Finalista     | Semifinalisti | Eliminati ai quarti |
| ----------- | ------------------------------------------------------------------------------------- | ---------------------------- | ------------- | ------------- | ------------------- |
| novembre    | WTA Argentine Open 1982 Buenos Aires, Argentina Singolare - Doppio                    | Liliana Giussani 6-1 7-5     | Andrea Tiezzi |               |                     |
| novembre    | WTA Argentine Open 1982 Buenos Aires, Argentina Singolare - Doppio                    |                              |               |               |                     |
| novembre    | River Plate Championships 1982 Buenos Aires, Argentina Terra rossa Singolare - Doppio | Emilse Raponi-Longo          | Andrea Tiezzi |               |                     |
| novembre    | River Plate Championships 1982 Buenos Aires, Argentina Terra rossa Singolare - Doppio |                              |               |               |                     |
| 7 novembre  | South Coast Championships 1982 Southport, Australia Singolare - Doppio                | Amanda Tobin 6-2 6-3         | Joanne Butler |               |                     |
| 7 novembre  | South Coast Championships 1982 Southport, Australia Singolare - Doppio                |                              |               |               |                     |
| 13 novembre | Victorian Hard Court Championships 1982 Bulleen, Australia Singolare - Doppio         | Elizabeth Minter 6-2 4-6 7-5 | Louise Field  |               |                     |
| 13 novembre | Victorian Hard Court Championships 1982 Bulleen, Australia Singolare - Doppio         |                              |               |               |                     |
| 16 novembre | Lion's Cup 1982 Tokyo, Giappone Sintetico indoor Singolare                            | Chris Evert 6-3 6-2          | Andrea Jaeger |               |                     |

### Dicembre
| Settimana   | Torneo                                                                           | Vincitore                  | Finalista    | Semifinalisti | Eliminati ai quarti |
| ----------- | -------------------------------------------------------------------------------- | -------------------------- | ------------ | ------------- | ------------------- |
| 12 dicembre | Queensland Hard Court Championships 1982 Gladstone, Australia Singolare - Doppio | Nerida Gregory 3-6 6-3 8-6 | Janet Fallis |               |                     |
| 12 dicembre | Queensland Hard Court Championships 1982 Gladstone, Australia Singolare - Doppio |                            |              |               |                     |